# Single Fairlie

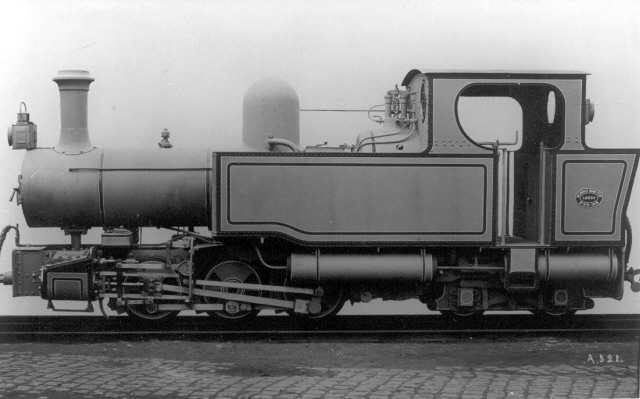
Die Gowrie der NWNGR. Der Drehpunkt befindet sich etwa unter dem Dampfdom

Eine Single Fairlie, in den USA auch Mason Fairlie oder Mason Bogie genannt, ist eine gelenkige Dampflokomotive mit nur einem angetriebenen Drehgestell und einem Laufdrehgestell. Das Triebdrehgestell entspricht dabei dem einer Double Fairlie; der Kessel hat jedoch eine normale Bauform, und auch optisch gleicht eine Single Fairlie einer normalen, aber relativ langen Tenderlokomotive. 

## Vor- und Nachteile

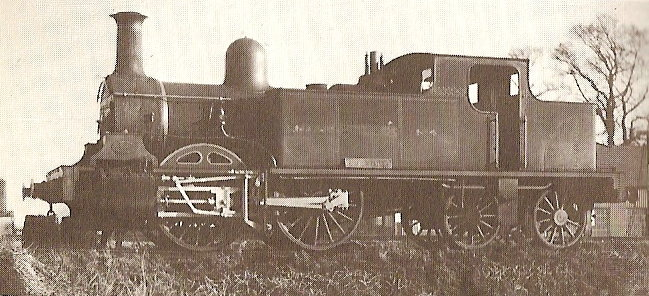
Die Single Fairlie der Swindon Marlborough & Andover Railway

Der Vorteil gegenüber der steifrahmigen Bauform ist, dass ein (wärmetechnisch vorteilhafter) großer Stehkessel mit ausreichend dimensioniertem Aschkasten hinter den Kuppelrädern angeordnet werden kann und sich trotzdem auch auf Strecken mit engen Kurven der seitliche Überhang, besonders am hinteren Ende der Lokomotive, in Grenzen hält. Gegenüber der Double Fairlie entfällt der Nachteil des komplizierten Doppelkessels und der damit verbundenen Enge im Führerstand. Auch die Unterbringung größerer Brennstoff- und Wasservorräte bereitet keine Probleme.
Der prinzipielle Nachteil der Single-Fairlie gegenüber der Double Fairlie ist, dass nur ein Teil des Gewichts auf den Treibachsen ruht. Zudem hat eine Single Fairlie nicht mehr Treibachsen als eine normale Dampflokomotive, trotzdem benötigt sie bewegliche Dampfleitungen mit den damit verbundenen Dichtigkeitsproblemen.

## Verbreitung

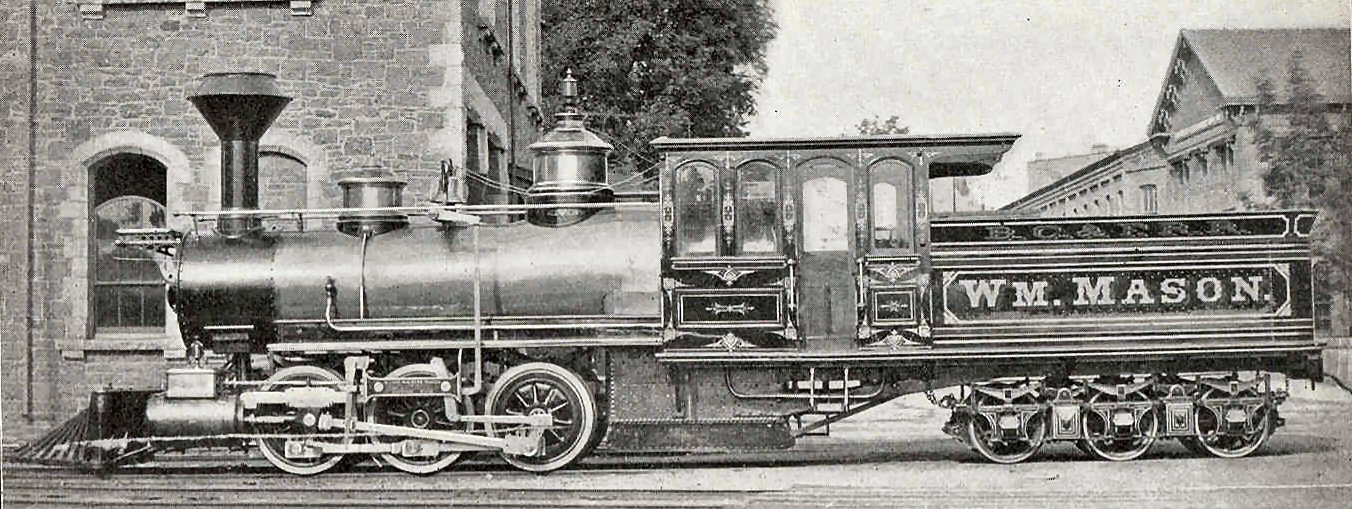
Die Wm. Mason, die erste Lokomotive mit Walschaerts-Steuerung in den USA (1874)

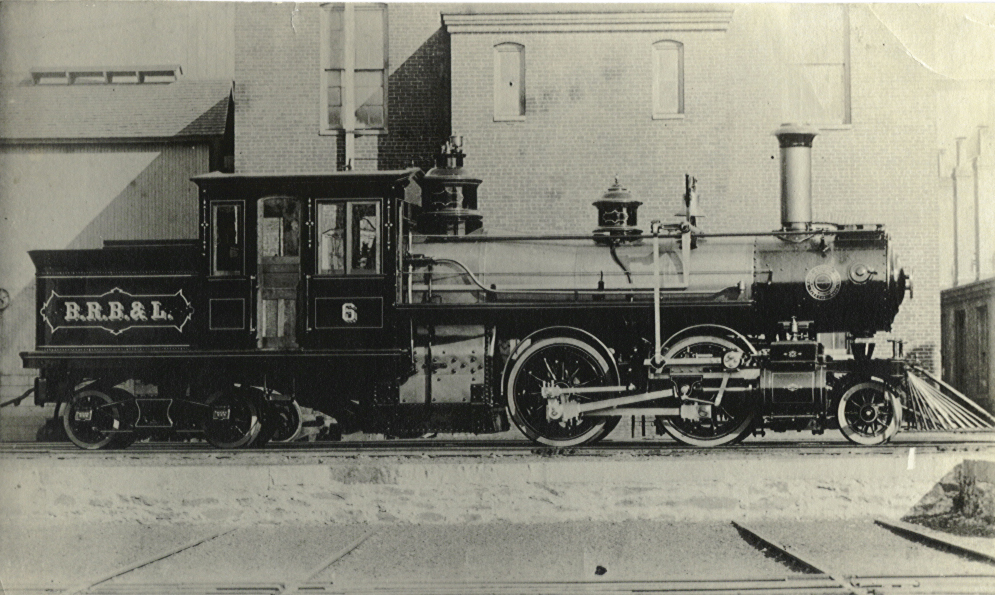
Lok Nr. 6 der Boston, Revere Beach and Lynn Railroad aus dem Jahr 1886

In Großbritannien waren Single Fairlies selten. Eine normalspurige Lokomotive wurde 1878 für die Swindon Marlborough & Andover Railway gebaut – die erste britische Lokomotive mit Walschaerts-Steuerung – und drei Schmalspurlokomotiven für die North Wales Narrow Gauge Railways, Moel Tryfan und Snowdon Ranger (beide 1875) und Gowrie (1908). Eine weitere Schmalspurlokomotive mit dem Namen Taliesin (1876) besaß die für ihre Double Fairlies bekannte Ffestiniog Railway. 
Für die USA lizenzierte der Lokomotivbauer William Mason das Letters Patent Nummer 1210 von Robert Francis Fairlie. Er baute jedoch nur eine einzige Double Fairlie und anschließend nur noch Single Fairlies. Ein Vorteil der Double Fairlie, die Verwendbarkeit in beide Fahrtrichtungen, fiel in den USA kaum ins Gewicht, da dort in der Regel genügend Raum für Drehscheiben oder Gleisdreiecke war. Mason baute knapp 150 Lokomotiven dieser Bauart; als Achsfolgen fanden sich fast alle denkbaren Kombinationen von zwei- und dreiachsigen Trieb- und Laufdrehgestellen mit oder ohne führende Laufachse. Drei Baureihen hatten Triebdrehgestelle mit vier Treibachsen (Achsfolge (1'D)3').
Um die problematische, zu Undichtigkeiten neigende bewegliche Dampfverbindung zu vereinfachen, änderte Mason das Grundprinzip der Fairlie ab, indem er die Dampfleitung durch das Drehgestellager führte und nicht wie zuvor von der Rauchkammer direkt zu den darunterliegenden Schieberkästen. Diese Anordnung verhinderte jedoch die Verwendung der in den USA üblichen innenliegenden Stephenson-Steuerung, so dass Masons Lokomotive die erste mit Walschaerts-Steuerung in Nordamerika wurde. Ein charakteristisches und nur an Mason Fairlies zu findendes Detail war dabei die aus Platzgründen oberhalb des Kessels angebrachte Steuerwelle mit entsprechend langen Hängeeisen (siehe Bilder).

## Verbleib

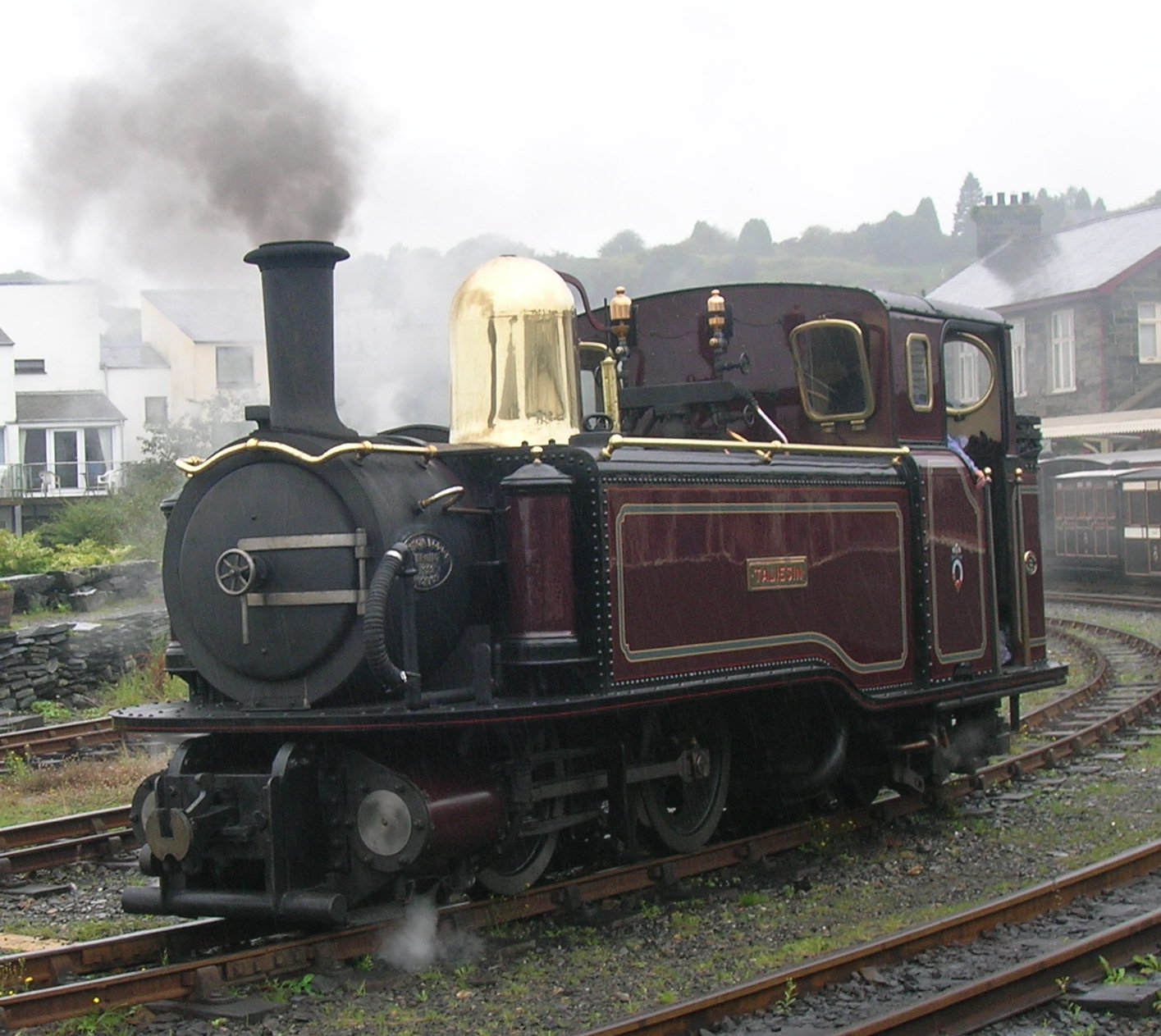
Die 1999 neu gebaute Taliesin der Ffestiniog Railway

Von den drei Maschinen der NWNGR überlebte die Moel Tryfan am längsten; sie wurde 1937 für eine Reparatur aus dem Dienst genommen und erlebte in diesem Zustand die Einstellung der (alten) Ffestiniog Railway. 1954 wurde das Fahrzeug als nicht mehr zur Restaurierung geeignet eingestuft und als Schrott verkauft. 
Auch die erste Taliesin war sehr lange im Einsatz, von 1876 bis 1931, und zu den erfolgreichen Single Fairlies können auch die 18 Maschinen der neuseeländische Klasse R gezählt werden, die 1878 eingeführt wurden und z. T. bis in die 1940er Jahre im Einsatz waren. Diese Taliesin wurde 1999 von der Ffestiniog Railway nachgebaut, wobei als einziges Originalteil der Umsteuerhebel verwendet wurde. Das Triebdrehgestell der Lokomotive entspricht in seinen grundsätzlichen Abmessungen denen der Double Fairlies der Bahn. 
Außer der Taliesin existieren weltweit möglicherweise nur noch zwei andere Single Fairlies: Die Torch Lake, eine Mason Fairlie aus dem Jahr 1873, ist betriebsfähig erhalten, und in Neuseeland steht ein Exemplar der Klasse R in einem Museum.